# شهرستان وانرونگ
شهرستان وانرونگ (به لاتین: Wanrong County) یک شهرستان‌های جمهوری خلق چین در چین است که در یانگچنگ واقع شده‌است.